# Discographie du Mojo Blues Band
 (novembre 2013).
Si vous disposez d'ouvrages ou d'articles de référence ou si vous connaissez des sites web de qualité traitant du thème abordé ici, merci de compléter l'article en donnant les références utiles à sa vérifiabilité et en les liant à la section « Notes et références ».
Cet article liste la discographie du Mojo Blues Band.

## Albums
- 1978 : Shake That Boogie
- 1978 : Hey Bartender
- 1987 : Midnight In Swampland: Live
- 1988 : And the Rockin' Boogie Flu
- 1989 : And the Boogie Woogie Flu
- 1998 : Their Hottest Bricks
- 1999 : Southern Blues Cruise
- 2007 : Thirty Year Blues Affair
- 2008 : Blues Parade 2000
- 2008 : Get Out Blues

## Compilations
- 1997 : Take a Train : The Best of Mojo Blues Band

## Listes des chansons
Par ordre alphabétique :
- A.C.'s Big Fat Woman
- Afraid of Living
- Ain't It Good to know, Baby
- All Shucks
- Alligator Walk
- Arkansas
- Baby, How Long
- Baby What You Want Me to Do
- Baby You Don't Have to Go
- Baby, You Don't Have to Go feat. Nappy Brown
- Banana Peel Slide
- Barefoot Rock
- Barrel House Women feat. Axel Zwingenberger
- Big Muddy
- Black Silk
- The Boogie Hop feat. Axel Zwingenberger
- Boogie If You Wanna
- Born in '58
- Bring It on Home
- Bring Me Flowers
- Cajun Dreams
- Call You on the Phone
- Chasing Chicken feat. Axel Zwingenberger
- Chicago Is Callin'
- Chunk in Her Trunk
- Closedown feat. Axel Zwingenberger
- Coal Miner's Shift
- Cold Hearted Woman
- Come on Little Children
- Danger Zone
- Don't Mess with Young Girls
- Don't Talk About the Blues
- Don't Throw Your Love on Me So Strong
- Dream Train feat. Axel Zwingenberger
- Dust My Bottleneck
- Eager Beaver
- Feel Like Boogie
- The Fisherman
- Fried Buzzard feat. Axel Zwingenberger
- Georgia Crawl
- Get Out Blues
- Goin Crazy Over TV
- Goin' to New York
- Going Through the Park
- Got My Mojo Working
- Have You Ever
- Heat It up! feat. Axel Zwingenberger
- Hell on Earth
- The Hoochi Coochi Coo feat. Axel Zwingenberger
- Hoodoo Man feat. Axel Zwingenberger
- Hot Shots
- I Ain't Got It No More
- I Ain't Never feat. Jimmy McCracklin
- I Carry a Heavy Heart
- I Don't Care
- I Got a Brand New Mojo
- I Knew She Didn't Want Me
- I Know She Didn't Want Me feat. Jimmy McCracklin
- I Stay Mad feat. A.C. Reed
- I Wanna Boogie
- I Wonder Why
- I Wonder Why feat. Nappy Brown
- Ice Cream Freezer feat. Axel Zwingenberger
- I'm Donw in the Dumps [Alt.Take]
- I'm Down in the Dumps
- I'm Moovin' On
- I'm Not That Easy
- Irene
- Jack the Wack
- Keep on Rockin' Me Baby
- Last Time Around
- Let Her Go feat. Axel Zwingenberger
- Let the Doorbell Ring
- Let the Doorbell Ring feat. Bill Pinkney
- Louisiana Boogie
- Mack's Cruise
- Masada
- The Mayor's Players
- Midnight in Swampland
- Mojo Shuffle
- Money Ain't Reason Enough feat. Axel Zwingenberger
- Money Talks
- Mosy on Down
- My Baby Got a Car Ass
- No No
- No No feat. Jimmy McCracklin
- Ooeeh Train feat. Axel Zwingenberger
- Operator
- Out in the Boondocks
- Papa Tree Top Boogie
- Papa Wants to Knock a Jug feat. Axel Zwingenberger
- Pickpocket Blues
- Piggin' Out
- Playgirl
- Pull Down the Shades
- Ramblin' in Your Dressers Drawers feat. Axel Zwingenberger
- Ridin' on a Riverboat
- Rock a While
- Rocket in My Pocket
- Jimmie Logsdon / Vic McAlpin
- Rocks in My Pillow
- Roll Over Beethoven No. 1
- Roll Over Beethoven No. 2
- Rosa Lee
- Rubber Rabbit
- Shake That Boogie
- Shame, Shame, Shame
- Since You're Gone
- Smack Dab in the Middle feat. Axel Zwingenberger
- Snake of a Woman
- Solitude
- Soundborn Boogie
- Summer Breeze Boogie feat. Axel Zwingenberger
- The Sun Is Still Shining feat. A.C. Reed
- Sunnyland Train
- Superstitious Blues
- Take a Train, Train
- Tattle Tale
- Tell Me Mama
- There Is Something on Your Mind
- They Must Have Seen Me Comin'
- Tiger's Boogie
- Trim, Tan and Terrific
- Wee Baby Blues
- When I'm Drinking
- William Lee Conley Broonzy
- When Love Is Comin' Around to Kill
- Where Did You Go Last Night?
- Why Don'tcha Stop It
- Wintertime Is Coming
- Woman Enough for Me
- Won't You Rock Me Baby
- You Better Do the Right Thing
- You Can't Win 'Em All
- You Can't Win 'Em All feat. Jimmy McCracklin
- You Don't Love
- You Done a Number on Me
- You Faded Away Like the Morning Dew
- You're Steppin' on My Tears